# Silene glaucifolia
Silene glaucifolia är en nejlikväxtart som beskrevs av Mariano Lagasca y Segura. Silene glaucifolia ingår i släktet glimmar, och familjen nejlikväxter. Inga underarter finns listade i Catalogue of Life.